# Bałtyk Gdynia
Bałtyk Gdynia – klub piłkarski założony w 1930, występujący w ekstraklasie piłkarskiej w latach 1980–1986 i 1987–1988.

## Historia
Klub założyli w 1930 robotnicy budowlani i bezrobotni z gdyńskiej dzielnicy Grabówek. We wrześniu 1931, przy wsparciu Gdyńskiej Spółdzielni Mieszkaniowej, Robotniczy Klub Sportowy Bałtyk został członkiem PZPN. Pierwszym prezesem klubu został Kazimierz Werner. Jeszcze przed wojną stał się klubem wielosekcyjnym. Do 1937, pod wpływem działaczy PPS, klub miał barwy czerwono-amarantowe. Przed wojną klub odgrywał olbrzymią rolę w kształtowaniu się gdyńskiego środowiska robotniczego oraz popularyzacji piłki nożnej na Wybrzeżu. Już w 1935 awansował do klasy A (zaplecza I ligi). Jego dalszy rozwój przerwała II wojna światowa. W 1939 dochód z wielu meczów przeznaczany był na dozbrojenie Wojska Polskiego. W tym samym okresie klub udzielał gościny sportowcom gdańskiej Gedanii, wyrzuconych przez hitlerowców ze swojej siedziby przy Heeresanger Straße (dziś ulica Legionów w Gdańsku). Oprócz rozgrywek między drużynami, wystawiły one wspólną reprezentację Bałtyk-Gedania w boksie. Ostatnim przed wojną prezesem klubu był dyrektor gdyńskiej stoczni Jerzy Michalewski, będący równocześnie komendantem obrony cywilnej w Gdyni. Został on przez ruch oporu ewakuowany i pełnił później rolę łącznika między AK i gen. Sikorskim. Los wielu ówczesnych działaczy i zawodników jest do dziś nieznany. Wielu z nich oddało swe życie w walce za ojczyznę.
Pierwszy powojenny spektakularny sukces Bałtyku przyniósł rok 1959, w którym to klub awansował do II ligi. W ten sposób Bałtyk stał się pierwszym zespołem, który wywalczył dla Gdyni ligę piłkarską na szczeblu centralnym. W 1970 r. RKS Bałtyk został przemianowany na SKS Bałtyk. W 1980 Bałtyk awansował do ekstraklasy i jako beniaminek znalazł się na 6. pozycji, klub dzielił tylko 1 punkt od pozycji wicelidera, co dawałoby możliwość gry w europejskich pucharach. W lidze spędził 7 sezonów. Zespół występował także w Pucharze Intertoto. W latach 90. klub przeżywał kłopoty natury finansowej i organizacyjnej, co było przyczyną trudnego dla klubu okresu. W sezonie 2008/2009 Bałtyk występował w rozgrywkach III ligi bałtyckiej (grupa pomorsko-zachodniopomorska), w których to wywalczył awans do II ligi zachodniej. Klub rozegrał 210 spotkań w ekstraklasie i 608 w II lidze (stan na 3 lipca 2015).
W latach 80. klub zrzeszał we wszystkich swoich sekcjach przeszło 2000 sportowców. Był to szósty pod względem liczebności wielosekcyjny klub w kraju.

## Boiska
- Boisko na Grabówku - obecnie ul. Morska 96, od maja 1932
- Boisko w Gdyni-Stoczni, ul. Węglowa 22, od grudnia 1936
- Boisko w Gdyni-Stoczni przy ul. Węglowej 27 w sąsiedztwie Domu Robotnika Portowego, od sierpnia 1937
- Boisko w Gdyni-Stoczni - 1956-60 przy ul. Janka Wiśniewskiego (podówczas ul. J. Marchlewskiego), za budynkiem POL-Supply
- Boisko w Gdyni-Redłowie przy ul. Olimpijskiej od 1964 (w okresie międzywojennym był to plac składowy materiałów do budowy linii kolejowej Gdynia-Kościerzyna, następnie boisko Budowlanych Gdynia). Stadion został wybudowany w latach 1961-64 nakładem Stoczni im. Komuny Paryskiej. Pod koniec lat 80. nastąpiła druga modernizacja obiektu, w 1990 został rozegrany pierwszy na Wybrzeżu mecz ligowy przy sztucznym oświetleniu.

## Nazwy
- 1930 KS Bałtyk
- 1931 (wrzesień) Robotniczy Klub Sportowy Bałtyk
- 1936 (grudzień) Portowy Robotniczy KS Bałtyk
- 1946 Klub Sportowy Organizacji Młodzieżowej Towarzystwa Uniwersytetów Robotniczych (OMTUR) Bałtyk (odwołujący się do tradycji przedwojennego Bałtyku)
- 1948-49 Zgodnie z wytycznymi partyjnymi, m.in. nakazującym związkom zawodowym Stoczni Gdyńskiej organizację sportu i odgórnie narzucających klubom nazewnictwo powołano sekcję piłkarską pod szyldem Dźwig, przemianowanym niebawem i na krótko na Tramp i wreszcie ostatecznie na Stal
- 1950 (kwiecień) Koło Sportowe Stal Gdynia
- 1955 (maj) Stal-Bałtyk Gdynia
- 1955 (grudzień) Połączenie Sparty-Union Gdynia i Stali-Bałtyku w KS Bałtyk Gdynia
- 1957 (styczeń) Amatorski Klub Sportowy Bałtyk Gdynia
- 1968 (październik) Robotniczy Klub Sportowy Bałtyk
- 1977 (lipiec) Stoczniowy Klub Sportowy Bałtyk
- 1997 Klub Piłkarski Bałtyk
- 2004 (lipiec) Stowarzyszenie Klub Sportowy Bałtyk

## Barwy
- 1930 czerwone
- 1937 amarantowo-niebieskie
- 1957 biało-niebieskie

## Reprezentanci Polski
- Adam Walczak
- Piotr Rzepka
- Grzegorz Stencel

## Sekcje sportowe
W historii klubu było przeszło 20 sekcji, z których najważniejsze to:
- Piłka nożna
- Boks
- Żeglarstwo
- Lekkoatletyka
- Siatkówka
- Koszykówka
- Piłka ręczna

## Największe sukcesy
- brązowy medal Mistrzostw Polski Juniorów (1977)
- 6. miejsce w I lidze (sezon 1980/81)
- półfinał Pucharu Polski (1984/85)
- wicemistrzostwo Polski juniorów U-19 (1982)
- brązowy medal Mistrzostw Polski juniorów młodszych (2000)

## Sezon po sezonie
| Sezon        | Rozgrywki ligowe | Rozgrywki ligowe                        | Rozgrywki ligowe | Rozgrywki ligowe                                          | Rozgrywki ligowe | Rozgrywki ligowe | Puchar Polski (rozgrywki centralne) | Uwagi |
| Sezon        | Liga             | Liga                                    | Miejsce          | Pkt.                                                      | Bramki           | +/–              | Puchar Polski (rozgrywki centralne) | Uwagi |
| ------------ | ---------------- | --------------------------------------- | ---------------- | --------------------------------------------------------- | ---------------- | ---------------- | ----------------------------------- | --- |
| 1933         | IV               | Klasa C (gr. morska)                    |                  |                                                           |                  |                  | nie rozgrywano                      | |
| 1934         | IV               | Klasa C (gr. morska)                    | 1                |                                                           |                  |                  | nie rozgrywano                      | Zwycięstwo w finale Klasy C i awans.                                                                             |
| 1935         | III              | Klasa B (gr. pomorska IV)               | 1/5              |                                                           |                  |                  | nie rozgrywano                      | Pierwsze derby Gdyni pomiędzy Bałtykiem a KS Gdynia w polskich rozgrywkach.                                      |
| 1935         | III              | Klasa B (gr. pomorska IV)               | 1/5              | 2. miejsce w finale Klasy B i awans po dodatkowym barażu. |                  |                  | nie rozgrywano                      | |
| 1936         | II               | Klasa A (gr. pomorska)                  | 5/8              | 12                                                        | 28-40            | –12              | nie rozgrywano                      | [ 1 ] |
| 1936/1937    | II               | Klasa A (gr. pomorska)                  | 3/8              | 16                                                        | 28-21            | +7               | nie rozgrywano                      | [ 1 ] |
| 1937/1938    | II               | Klasa A (gr. pomorska)                  | 4/8              | 17                                                        | 34-20            | +14              | nie rozgrywano                      | [ 1 ] |
| 1938/1939    | II               | Klasa A (gr. pomorska)                  | 8/8              | 9                                                         | 29-42            | –13              | nie rozgrywano                      | [ 1 ] |
| od 1956 roku |                  |                                         |                  |                                                           |                  |                  |                                     | |
| 1956         | III              | III liga (gr. gdańska)                  | 8/12             | 19                                                        | 30-38            | –8               | –                                   | |
| 1957         | III              | III liga (gr. gdańska)                  | 2/10             | 25                                                        | 37-15            | +22              | –                                   | |
| 1958         | III              | III liga (gr. gdańska)                  | 5/10             | 17                                                        | 22-22            | 0                | nie rozgrywano                      | |
| 1959         | III              | III liga (gr. gdańska)                  | 1/10             | 32                                                        | 61-12            | +49              | nie rozgrywano                      | Awans po barażach.                                                                                               |
| 1960         | II               | II liga (gr. północna)                  | 6/12             | 20                                                        | 21-27            | –6               | nie rozgrywano                      | |
| 1961         | II               | II liga                                 | 14/18            | 27                                                        | 37-47            | –10              | nie rozgrywano                      | |
| 1962         | II               | II liga (gr. B)                         | 6/8              | 12                                                        | 16-26            | –10              | I runda                             | |
| 1962/1963    | II               | II liga                                 | 15/16            | 21                                                        | 30-52            | –22              | II runda                            | |
| 1963/1964    | III              | III liga (gr. gdańska)                  | 2/13             | 42                                                        | 61-13            | +48              | –                                   | |
| 1964/1965    | III              | III liga (gr. gdańska)                  | 1/12             | 38                                                        | 58-10            | +48              | –                                   | Przegrane baraże o awans.                                                                                        |
| 1965/1966    | III              | III liga (gr. gdańska)                  | 1/13             | 38                                                        | 46-14            | +32              | –                                   | Przegrane baraże o awans.                                                                                        |
| 1966/1967    | III              | III liga (gr. IV)                       | 9/16             | 27                                                        | 34-44            | –10              | –                                   | |
| 1967/1968    | III              | III liga (gr. IV)                       | 4/16             | 42                                                        | 51-26            | +25              | –                                   | |
| 1968/1969    | III              | III liga (gr. IV)                       | 8/16             | 31                                                        | 40-37            | +3               | –                                   | |
| 1969/1970    | III              | III liga (gr. IV)                       | 11/16            | 29                                                        | 28-31            | –3               | –                                   | |
| 1970/1971    | III              | III liga (gr. IV)                       | 8/16             | 31                                                        | 38-40            | –2               | 1/16 finału                         | |
| 1971/1972    | III              | III liga (gr. IV)                       | 8/16             | 31                                                        | 44-29            | +15              | I runda                             | |
| 1972/1973    | III              | III liga (gr. IV)                       | 2/16             | 48                                                        | 46-19            | +27              | –                                   | |
| 1973/1974    | II               | II liga (gr. północna)                  | 6/16             | 29                                                        | 26-27            | –1               | –                                   | |
| 1974/1975    | II               | II liga (gr. północna)                  | 10/16            | 29                                                        | 28-34            | –6               | 1/16 finału                         | |
| 1975/1976    | II               | II liga (gr. północna)                  | 5/16             | 32                                                        | 30-26            | +4               | –                                   | |
| 1976/1977    | II               | II liga (gr. północna)                  | 6/16             | 31                                                        | 39-32            | +7               | –                                   | |
| 1977/1978    | II               | II liga (gr. północna)                  | 3/16             | 32                                                        | 45-30            | +15              | 1/8 finału                          | |
| 1978/1979    | II               | II liga (gr. zachodnia)                 | 2/16             | 42                                                        | 40-19            | +21              | III runda                           | |
| 1979/1980    | II               | II liga (gr. zachodnia)                 | 1/16             | 44                                                        | 46-20            | +26              | II runda                            | |
| 1980/1981    | I                | I liga                                  | 6/16             | 36                                                        | 30-27            | +3               | III runda                           | Pierwsze derby Gdyni pomiędzy Bałtykiem a Arką w Ekstraklasie. Bałtyk najwyżej sklasyfikowanym klubem z Pomorza. |
| 1981/1982    | I                | I liga                                  | 13/16            | 26                                                        | 24-36            | –12              | 1/16 finału                         | |
| 1982/1983    | I                | I liga                                  | 10/16            | 29                                                        | 28-31            | –3               | 1/8 finału                          | |
| 1983/1984    | I                | I liga                                  | 13/16            | 25                                                        | 25-30            | –5               | 1/8 finału                          | 3. miejsce w grupie Pucharu Intertoto.                                                                           |
| 1984/1985    | I                | I liga                                  | 13/16            | 26                                                        | 22-35            | –13              | 1/2 finału                          | |
| 1985/1986    | I                | I liga                                  | 15/16            | 23                                                        | 28-47            | –19              | 1/16 finału                         | |
| 1986/1987    | II               | II liga (gr. zachodnia)                 | 2/16             | 45                                                        | 38-14            | +24              | 1/8 finału                          | Awans po barażach.                                                                                               |
| 1987/1988    | I                | I liga                                  | 15/16            | 21                                                        | 27-41            | –14              | III runda                           | |
| 1988/1989    | II               | II liga (gr. zachodnia)                 | 10/16            | 28                                                        | 36-39            | –3               | 1/4 finału                          | Utrzymanie po barażach.                                                                                          |
| 1989/1990    | II               | II liga                                 | 19/20            | 22                                                        | 30-55            | –25              | II runda                            | |
| 1990/1991    | III              | III liga (gr. VII)                      | 2/16             | 47                                                        | 81-25            | +56              | III runda                           | |
| 1991/1992    | II               | II liga (gr. zachodnia)                 | 12/18            | 28                                                        | 43-49            | –6               | –                                   | |
| 1992/1993    | II               | II liga (gr. zachodnia)                 | 4/18             | 42                                                        | 46-41            | +5               | III runda                           | |
| 1993/1994    | II               | II liga (gr. zachodnia)                 | 10/18            | 33                                                        | 45-47            | –2               | III runda                           | |
| 1994/1995    | II               | II liga (gr. zachodnia)                 | 14/18            | 28                                                        | 39-55            | –16              | 1/8 finału                          | |
| 1995/1996    | II               | II liga (gr. zachodnia)                 | 18/18            | 29                                                        | 39-64            | –25              | III runda                           | |
| 1996/1997    | III              | III liga (gr. V)                        | 9/17             | 46                                                        | 43-44            | –1               | II runda                            | |
| 1997/1998    | III              | III liga (gr. V)                        | 14/18            | 26                                                        | 37-63            | –26              | –                                   | |
| 1998/1999    | IV               | IV liga (gr. Gdańsk, Słupsk)            | 1/16             | 83                                                        | 109-21           | +88              | –                                   | Puchar Polski Gdańskiego OZPN                                                                                    |
| 1999/2000    | III              | III liga (gr. I)                        | 5/18             | 54                                                        | 55-43            | +12              | III runda                           | |
| 2000/2001    | III              | III liga (gr. II)                       | 21/21            | 27                                                        | 27-79            | –52              | –                                   | Ostatnie derby Gdyni pomiędzy Bałtykiem a Arką w polskich rozgrywkach.                                           |
| 2001/2002    | IV               | IV liga (gr. pomorska)                  | 4/18             | 50                                                        | 68-52            | +16              | –                                   | |
| 2002/2003    | IV               | IV liga (gr. pomorska)                  | 11/18            | 44                                                        | 46-47            | –1               | –                                   | |
| 2003/2004    | IV               | IV liga (gr. pomorska)                  | 14/18            | 43                                                        | 46-39            | +7               | –                                   | Utrzymanie po barażach.                                                                                          |
| 2004/2005    | IV               | IV liga (gr. pomorska)                  | 2/18             | 61                                                        | 54-41            | +13              | –                                   | |
| 2005/2006    | IV               | IV liga (gr. pomorska)                  | 6/18             | 57                                                        | 67-47            | +20              | –                                   | |
| 2006/2007    | IV               | IV liga (gr. pomorska)                  | 3/18             | 67                                                        | 81-45            | +36              | –                                   | |
| 2007/2008    | IV               | IV liga (gr. pomorska)                  | 2/18             | 75                                                        | 72-33            | +39              | –                                   | |
| 2008/2009    | IV               | III liga (gr. pomorsko-zachodniomorska) | 1/16             | 63                                                        | 58-22            | +36              | –                                   | |
| 2009/2010    | III              | II liga (gr. zachodnia)                 | 11/18            | 41                                                        | 44-38            | +6               | –                                   | |
| 2010/2011    | III              | II liga (gr. zachodnia)                 | 7/18             | 53                                                        | 40-31            | +9               | Runda wstępna                       | |
| 2011/2012    | III              | II liga (gr. zachodnia)                 | 18/18            | 29                                                        | 29-42            | –13              | Runda przedwstępna                  | |
| 2012/2013    | IV               | III liga (gr. pomorsko-zachodniomorska) | 9/16             | 41                                                        | 30-28            | +2               | Runda wstępna                       | |
| 2013/2014    | IV               | III liga (gr. pomorsko-zachodniomorska) | 4/16             | 48                                                        | 46-34            | +12              | –                                   | |
| 2014/2015    | IV               | III liga (gr. pomorsko-zachodniomorska) | 7/16             | 45                                                        | 46-36            | +10              | –                                   | |
| 2015/2016    | IV               | III liga (gr. pomorsko-zachodniomorska) | 3/16             | 63                                                        | 52-20            | +32              | –                                   | |
| 2016/2017    | IV               | III liga (gr. II)                       | 3/18             | 64                                                        | 55-34            | +21              | –                                   | |
| 2017/2018    | IV               | III liga (gr. II)                       | 3/18             | 69                                                        | 74-36            | +38              | –                                   | |
| 2018/2019    | IV               | III liga (gr. II)                       | 8/18             | 57                                                        | 59-50            | +9               | –                                   | |
| 2019/2020    | IV               | III liga (gr. II)                       | 18/18            | 10                                                        | 12-37            | –25              | –                                   | [ 8 ] |
| 2020/2021    | IV               | III liga (gr. II)                       | 6/22             | 47                                                        | 43-52            | –9               | –                                   | |
| 2021/2022    | IV               | III liga (gr. II)                       | 14/18            | 36                                                        | 44-57            | –13              | –                                   | Puchar Polski Pomorskiego ZPN                                                                                    |
| 2022/2023    | IV               | III liga (gr. II)                       | 17/18            | 28                                                        | 43-70            | –27              | I runda                             | |
| 2023/2024    | V                | IV liga (gr. pomorska)                  | 4/18             | 67                                                        | 84-50            | +34              | –                                   | |
| 2024/2025    | V                | IV liga (gr. pomorska)                  | 14/18            | 35                                                        | 56-58            | –2               | –                                   | |
| 2025/2026    | VI               | klasa okręgowa (gr. Gdańsk I)           |                  |                                                           |                  |                  | –                                   | |

## Obecny skład

### Sezon 2024/2025, runda wiosenna
| Nr | Poz. | Piłkarz               |
| -- | ---- | --------------------- |
|    | BR   | Filip Kondracik       |
|    | BR   | Szymon Stanik         |
|    | BR   | Dawid Szymański       |
|    | OB   | Dawid Blok            |
|    | OB   | Maksym Demianchuk     |
|    | OB   | Aleksander Drozdowicz |
|    | OB   | Maciej Kaźmierczak    |
|    | OB   | Wiktor Patrzykąt      |
|    | OB   | Dominik Pluta         |
|    | OB   | Kamil Witkowski       |
|    | OB   | Dawid Zabielski       |
|    | PO   | Marcel Brodnicki      |
|    | PO   | Mateusz Długołęcki    |
|    | PO   | Michał Dmochowski     |
|    | PO   | Kamil Formella        |
|    | PO   | Oliwier Hewelt        |
|    | PO   | Piotr Kaliszewski     |

| Nr | Poz. | Piłkarz              |
| -- | ---- | -------------------- |
|    | PO   | Mikołaj Kośnik       |
|    | PO   | Mateusz Krause       |
|    | PO   | Bartłomiej Kurzyński |
|    | PO   | Bartosz Lupa         |
|    | PO   | Rafał Malanowski     |
|    | PO   | Igor Michalski       |
|    | PO   | Bartosz Ossowski     |
|    | PO   | Kornel Przyborowski  |
|    | PO   | Michał Sadowski      |
|    | PO   | Rafał Szybajło       |
|    | PO   | Dawid Werner         |
|    | PO   | Kasper Własny        |
|    | NA   | Igor Jankowski       |
|    | NA   | Artur Radomski       |
|    | NA   | Marcin Szulc         |
|    | NA   | Kamil Święciński     |